# Château de Longchêne
Ne pas confondre avec le fief de Longchêne qui était situé sur la commune de Bullion dans les Yvelines.
Le château de Longchêne est situé sur la commune de Saint-Genis-Laval, dans la Métropole de Lyon. Un large vallon sépare ce domaine de celui du Grand Perron, avec lequel il constitue aujourd'hui une partie du Centre hospitalier Lyon Sud.

## Description
- La construction, de forme rectangulaire, comprend un rez-de-chaussée et deux étages. En façade nord, les six travées de la partie centrale sont surmontées d'un fronton surbaissé à l'intérieur duquel on peut lire l'inscription « HOPITAL STE EUGENIE ». On accède à l'entrée principale par un perron de cinq marches.
- À l'intérieur, on découvre dans l'entrée un plafond à la française décoré de motifs peints.
- Le parc est aujourd'hui en grande partie occupé par divers pavillons du Centre hospitalier Lyon Sud.

Le château de Longchêne n'est pas ouvert à la visite.

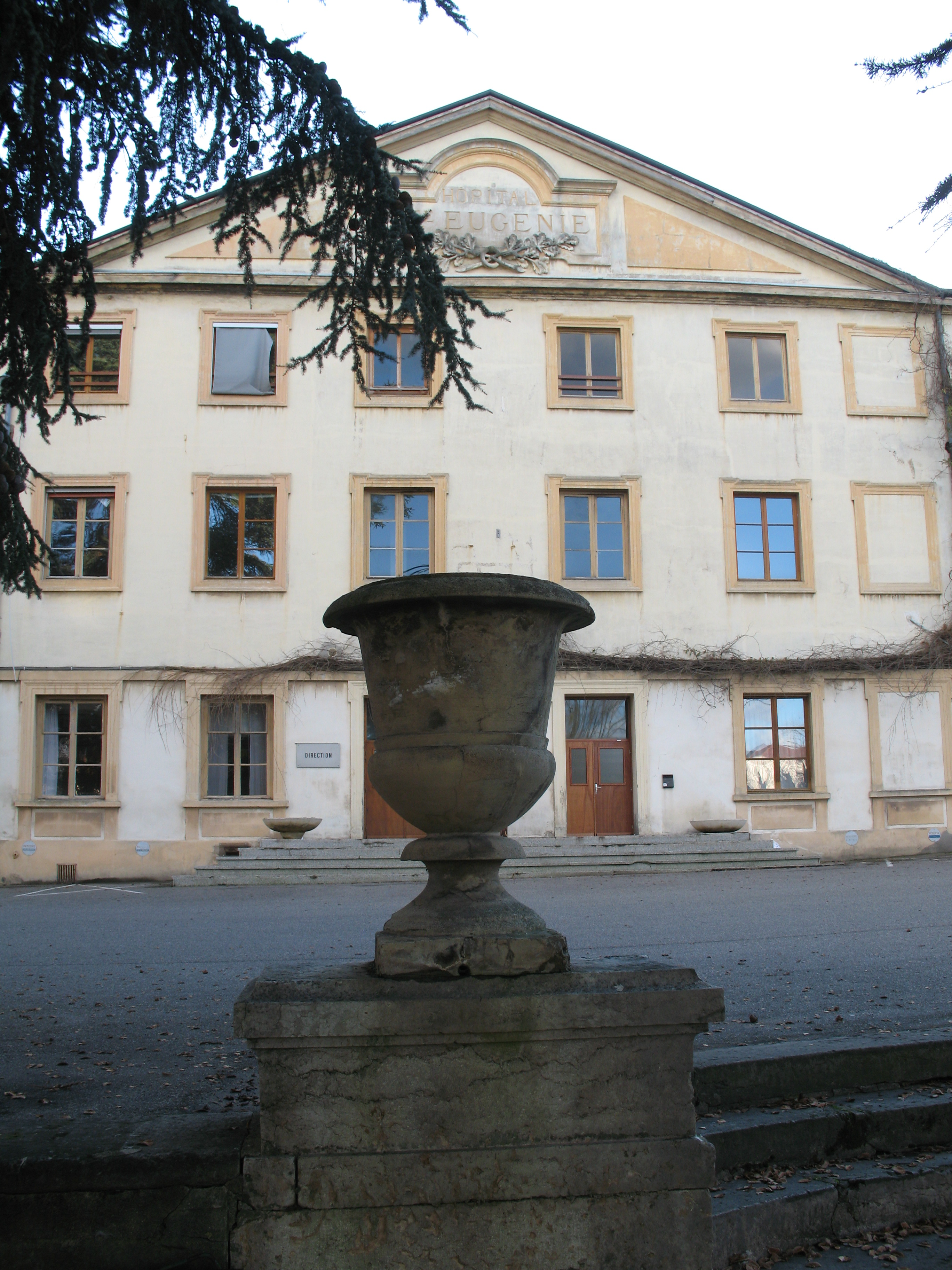
Façade nord vue du parc
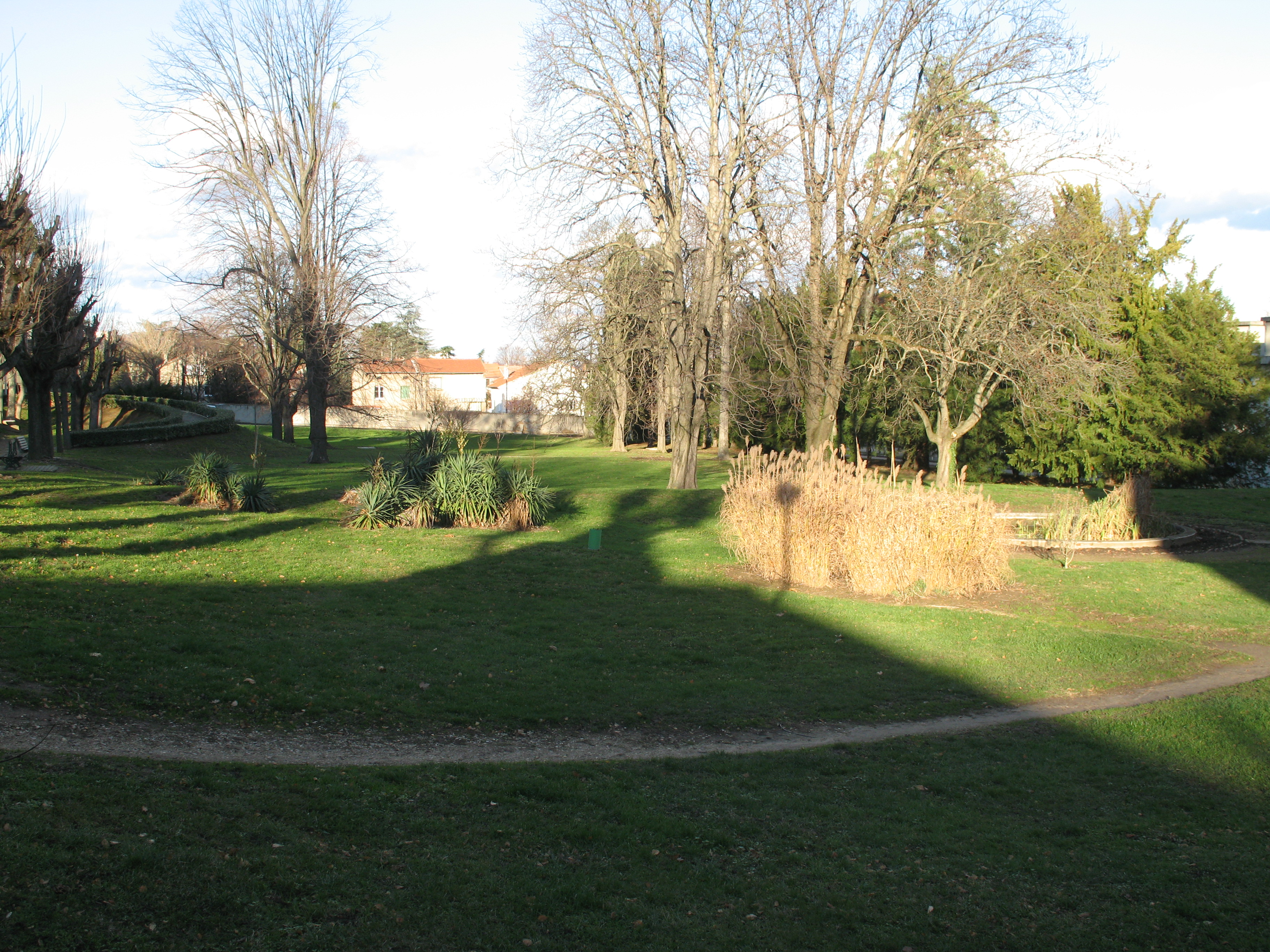
Aperçu du parc
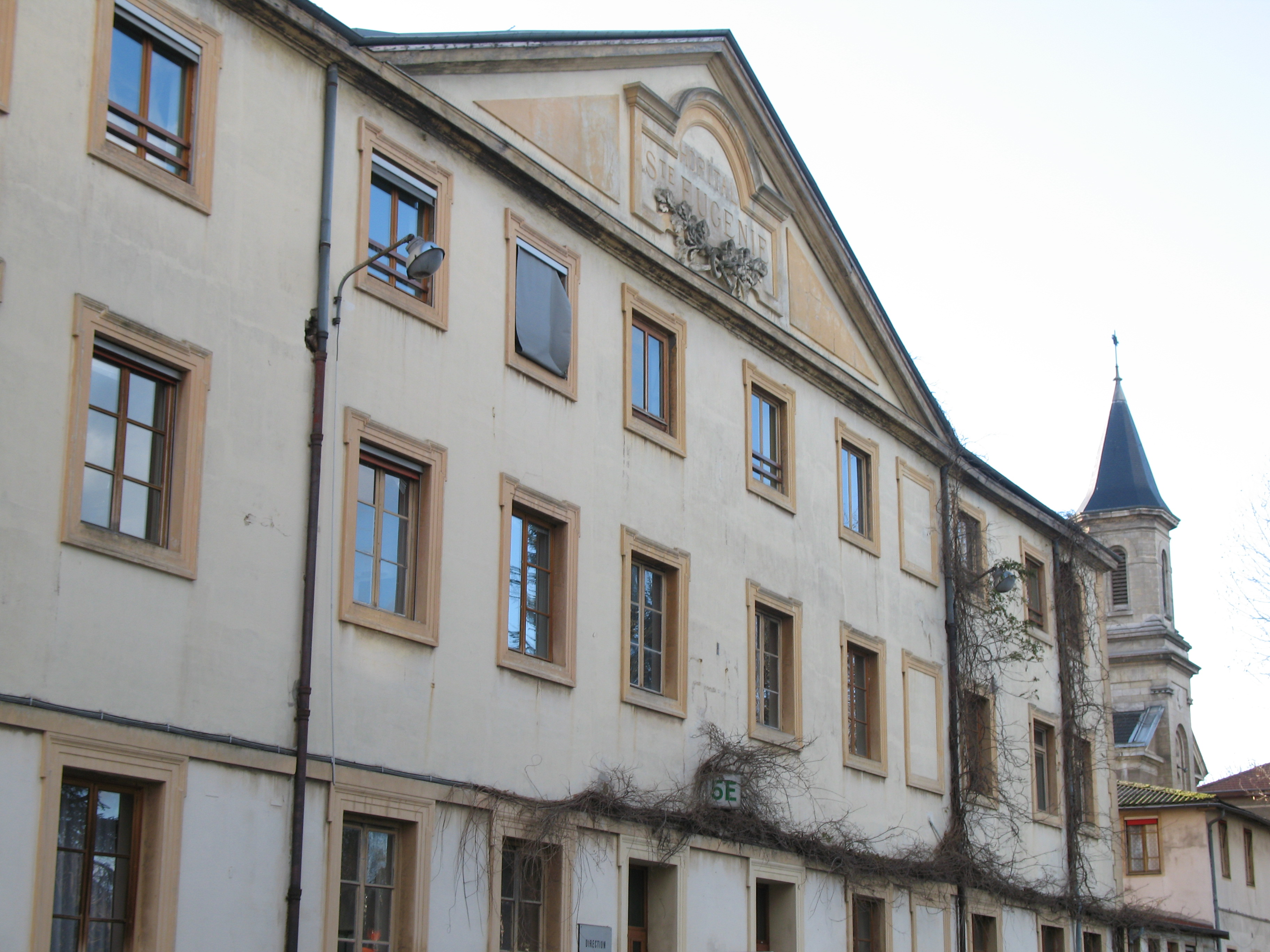
Façade nord et chapelle
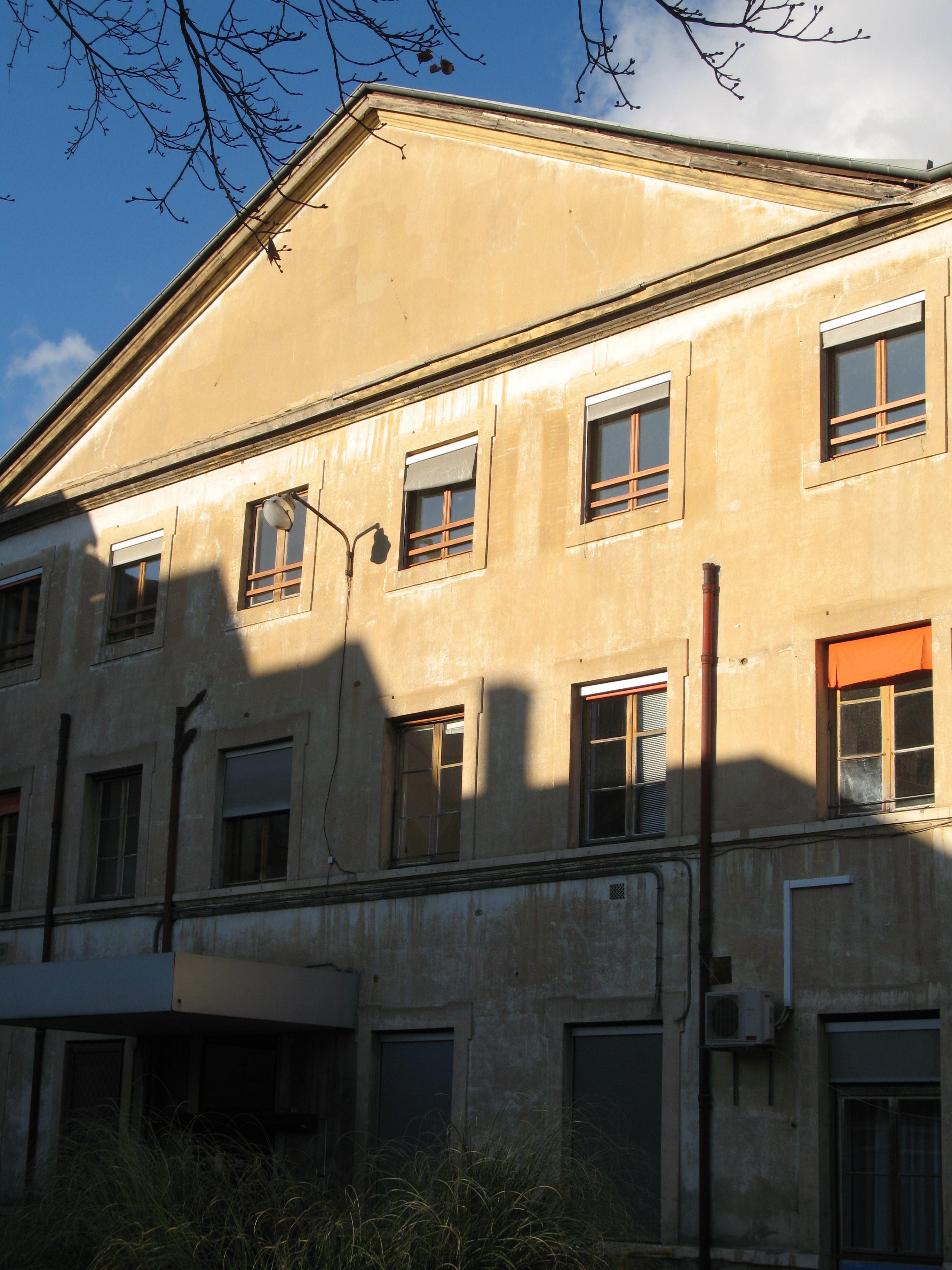
Façade sud

## Historique
1494 Seigneur de Longchesne Jean/Jehan de La Motte (mort en 1509) selon

F. Cossonet, Histoire de Palaiseau (et Bullion

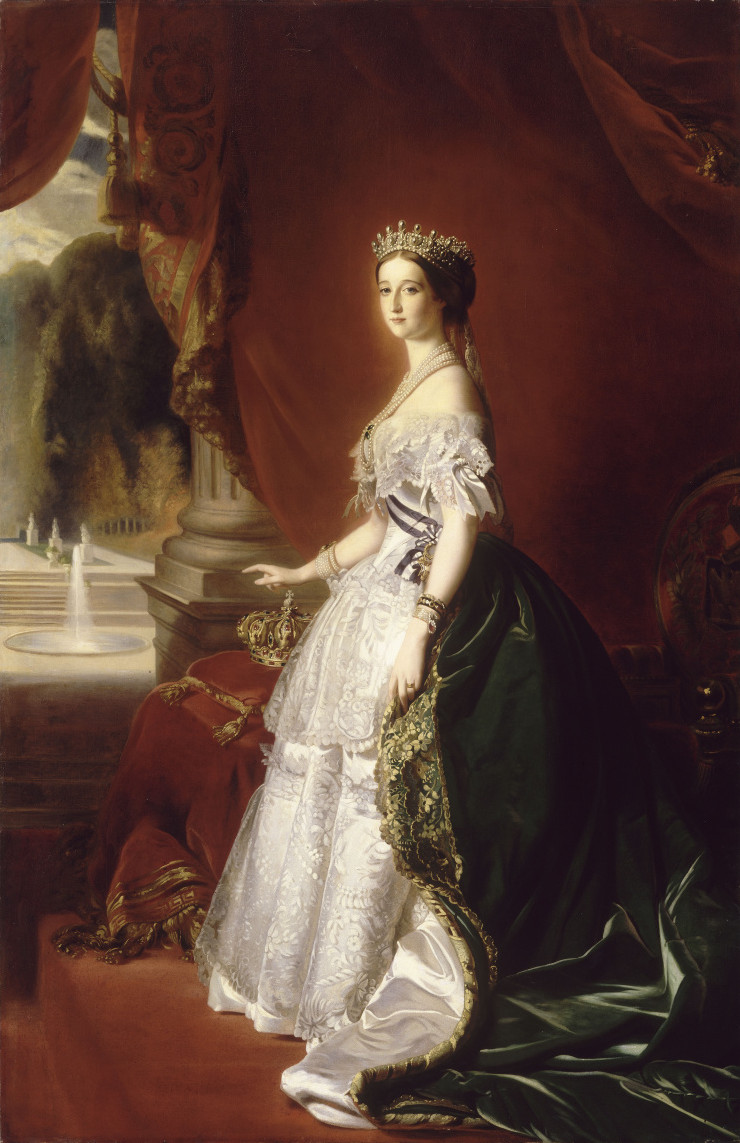
L'impératrice Eugénie

- début du XVIIe siècle - 1644: Le premier seigneur de Longchêne est le négociant lyonnais d'origine florentine Octavio Mey (1618 - 1690), qui, après avoir fait faillite en 1636, inventera en 1655 un procédé de fabrication du taffetas. Sa mère vend le domaine en 1644.
- 1706 - 1720: Pierre Presle, seigneur de l'Écluse, et échevin de Lyon est propriétaire.
- 1720 - 1726: Le domaine appartient à Pierre de Belloy.
- 1726 - 1737: Le domaine appartient à François Dupoisat.
- 1737 - 1751: Le domaine appartient à Étienne Maindestre (1675 - 1751), seigneur de la Sarra, échevin de Lyon; il avait épousé en 1703 Geneviève de Madières.
- 1751 - 1769: Antoine Maindestre (1707 - 1779), fils des précédents, chevalier, seigneur de la Sarra, leur succède; il avait épousé en 1743 Simone Tolozan.
- 1769 - 1770: Le domaine appartient à Charles Jacques Leclerc.
- 1770 - 1784: Jacques de Flesselles (1730 - 1789), alors intendant de Lyon, fait jouer au château la pièce Pygmalion de Jean-Jacques Rousseau.
- 1784 - : Le domaine appartient à Jean Pierre François Catalan de la Sarra, lieutenant général en la sénéchaussée de Lyon.
- - 1792: Alexandre Marie de Blesvin (v. 1735 - 1792), marquis de Penhoët, seigneur de la Sarra et de Longchêne, chevalier de l’Ordre de Saint-Louis, maréchal de camp des armées du roi, avait épousé en 1778 dame Anne Marie Françoise Barthelot.
- 1792: le château est vendu comme bien national.
- 1864: Louis de Lavalette achète le bien et le revend la même année.
- 1866: L'impératrice Eugénie fait un don de 200 000 francs pour permettre aux Hospices de Lyon d'acquérir le domaine pour en faire un asile de convalescents.
- 1869: L'inauguration a lieu en présence de l'impératrice et du prince impérial.
- 1979: L'hôpital fusionne avec l’hôpital Jules Courmont ; l'ensemble devient le Centre hospitalier Lyon Sud (voir cet article).